# Cywydd
El cywydd (en plural cywyddau), es la forma métrica más importante de la poesía tradicional galesa. Hay un gran número de variantes en el cywydd, como el cywydd deuair fyrion, el cywydd llosgyrnog o el awdl-gywydd, pero la palabra se refiere generalmente al cywydd deuair hirion, el modelo más común.
Los ejemplos más antiguos de cywydd datan de comienzos del siglo XIV, en que se cree que se desarrolló. Fue el metro favorito de los poetas medievales galeses, con un periodo de esplendor que duró hasta el siglo XVII; después su uso decayó, aunque nunca llegó a desaparecer, e incluso se sigue empleando en la actualidad.
El cywydd consiste en series de versos heptasílabos formando pareados, empleando la compleja tipología de recursos rítmicos conocida como cynghanedd (literalmente, 'armonía'). Un verso debe finalizar con una sílaba acentuada, y el siguiente con una sílaba átona. La rima puede variar de un pareado al siguiente, o puede mantenerse. No existe ninguna norma acerca del número de pareados que deben formar un cywydd.